# Р-92
Р-92 — револьвер, разработанный в 1991—1992 годах в тульском КБ Приборостроения для вооружения отдельных категорий сотрудников МВД России, ведомственной охраны и сотрудников частных охранных и детективных агентств. Револьвер имеет небольшие размеры и массу, удобен для постоянного ношения, однако отличается неуклюжей компоновкой и распространения не получил (всего, в 1992—1996 гг. было выпущено около 3 000 шт. револьверов Р-92 и Р-92С).

## Конструкция
Ствол и барабан стальные, рамка изготовлена из алюминиевого сплава. Ударно-спусковой механизм — двойного действия, курковый, с гашеточным спуском. Схема перезаряжания — традиционная, с откидным влево барабаном. Спусковой крючок при нажатии не вращается на оси, а передвигается по пазам назад. Рукоятка фигурная из пластмассы, ствол и детали УСМ стальные.

## Варианты и модификации
Первоначально, для вооружения частных охранных структур, служб безопасности и инкассаторов выпускался револьвер Р-92С под патрон 9×18 мм ПМ (отличавшийся от Р-92 только маркировкой). Впоследствии, в связи с принятием в 1996 году Федерального закона «Об оружии» для частных охранных структур была разработана служебная модификация Р-92КС под патрон 9×17 мм К.
Кроме того, по заказу МВД России в начале 1990-х годов в тульском КБП были разработаны крупнокалиберные варианты Р-92 под ружейные патроны 32-го калибра с укороченной гильзой.
- Револьвер Р-93 «Удар» (под патрон 12,3×40 мм R с широкой номенклатурой боеприпасов) предназначался для вооружения отдельных категорий сотрудников милиции и военизированной охраны, но на вооружение принят не был и серийно не выпускался[5].
- Револьвер У-94C «Удар-С» (под «служебный» патрон 12,3х22 мм R) предназначался для вооружения частных охранных структур и служб безопасности[6]. Сколько-нибудь широкого распространения этот револьвер не получил[7][8].
- Револьвер У-94ТС «Удар-Т» (под патрон 12,3×46 мм R) рассматривался как «тренировочное оружие» с возможностью стрельбы только пирожидкостным «тренировочным патроном» КП-32 с зарядом несмываемой краски или травматическим патроном РП-32 с резиновой пулей. Серийно не производился[9].

## Гражданское оружие самообороны
В 1990-е годы в очень небольшом количестве был выпущен газовый револьвер ГР-92 (под патрон 9х22 мм), разработанный на базе Р-92. Помимо газовых патронов с зарядом ирританта, для него были разработаны и предложены «тренировочные патроны» ПГ9х22У (снаряжëнные порошкообразным красителем ИПР-2).
В 2006 году на основе конструкции «Удар-Т» компанией «АКБС» был разработан травматический револьвер «Ратник» (под патрон 13×45 мм Т), который серийно выпускался на Заводе им. Дегтярева до 2009 года. Позднее появилась модификация «Ратник 410х45ТК» под патрон .410х45 мм Rubber. В отличие от «Удар-Т», рамка револьвера «Ратник» изготовлена не из стали, а из алюминиевого сплава.

## Страны-эксплуатанты
- Россия — с 1999 года Р-92 находится на вооружении прокуратуры РФ в качестве оружия самозащиты для прокуроров и следователей[12]. С 2002 года — на вооружении отдельных подразделений вневедомственной охраны МВД России[13]. Некоторое количество револьверов[14] было предоставлено МВД России[15] в Судебный департамент — в качестве оружия личной защиты для судей всех судов общей юрисдикции и арбитражных судов[16]. По состоянию на август 2017 года, некоторое количество оставалось на вооружении сотрудников ФГУП «Охрана»[17]. Также является наградным оружием[18].
- Беларусь — в августе 2002 года Р-92С был сертифицирован в качестве служебного оружия[19].

## Музейные экспонаты
- один Р-92 является экспонатом Тульского государственного музея оружия